# Thạch găng
Thạch găng là món ăn được làm nước vò lá cây găng, ninh kết thành hình khối.

## Cây găng và chế biến thạch găng
Găng rừng vốn là loài cây thân gỗ, nhiều gai nhỏ, gai găng thường mọc ở đốt và cuống lá, lá hơi tròn, mọc thành bụi, thường ở các vùng trung du phía Bắc. Nhiều nơi ở vùng quê hay trồng thành hàng rào tự nhiên. Cây lá găng có nhiều loại nhưng để chế biến thạch, người làm phải chọn những cành găng gai, lá hơi thuôn, nhọn, tù ở đầu.
Thông thường, lá găng được đem phơi khô. Khi chế biến, lá găng khô ngâm cho nở, vò với nước, lấy phần nước này lọc loại bỏ cặn, để cho ninh kết cho đông đặc lại là có thể dùng. Ngoài cách chế biến từ lá phơi khô, hiện nay lá không có loại được xay thành bột dễ bảo quản và chế biến hơn. Để thạch cứng, nhanh đông và dễ thành công hơn, có thể hòa thêm nước vôi trong vào dịch thạch.
Thạch găng có màu xanh rêu lóng lánh, mềm mịn, trơn tuột khi chạm vào lưỡi. Hương vị đặc trưng hơi chát nhưng thường được ăn kèm nước đường ngọt dịu, tác dụng giải nhiệt rất tốt.